# Блавињак
Блавињак (фр. Blavignac) је насељено место у Француској у региону Лангдок-Русијон, у департману Лозер.
По подацима из 2011. године у општини је живело 260 становника, а густина насељености је износила 18,8 становника/km².

## Демографија
| 1962. | 1968. | 1975. | 1982. | 1990. | 2011. |
| ----- | ----- | ----- | ----- | ----- | ----- |
| 275   | 207   | 162   | 246   | 73    | 260   |